# Teatro Cervantes (Tànger)
El Teatro Cervantes és un teatre de Tànger (Marroc), inaugurat en 1913, especialment famós durant els anys 50 del segle passat. Fou, durant molt de temps, el teatre més gran i més conegut del nord d'Àfrica. La primera pedra es va col·locar el 2 d'abril de 1922 i la seva construcció va finalitzar el 1913. Té una capacitat de 1.400 butaques. En l'actualitat, l'Estat espanyol n'és el titular de l'edifici. L'immoble es troba en una estat ruïnós.